# 布朗斯普林斯鎮區 (阿肯色州溫泉縣)
布朗斯普林斯鎮區（英語：Brown Springs Township）是位於美國阿肯色州溫泉縣的一個行政鎮區。

## 地方資料
布朗斯普林斯鎮區的面積為89.72平方千米，當中陸地面積為89.29平方千米，而水域面積為0.43平方千米。根據2010年美國人口普查的數據，當地共有人口173人，而人口密度為每平方千米1.93人。